# Campeonato Europeo de Atletismo en Pista Cubierta de 1982
El XIII Campeonato Europeo de Atletismo en Pista Cubierta se celebró en Milán (Italia) entre el 6 y el 7 de marzo de 1982 bajo la organización de la Asociación Europea de Atletismo (AEA) y la Federación Italiana de Atletismo.
Las competiciones se llevaron a cabo en el Palacio de los Deportes de la ciudad lombarda. Participaron 286 atletas de 23 federaciones nacionales afiliadas a la AEA.

## Resultados

### Masculino
| Evento                    | Oro                                                 | Plata                                          | Bronce                                      |
| ------------------------- | --------------------------------------------------- | ---------------------------------------------- | ------------------------------------------- |
| 60 m (06.03)              | Marian Woronin · Polonia · 6,61 s                   | Valentin Atanasov Bulgaria 6,62 s              | Bernard Petitbois Francia 6,66 s            |
| 200 m (07.03)             | Erwin Skamrahl Alemania Occidental 21,20            | István Nagy · Hungría · 21,41                  | Michele Di Pace · Italia · 21,52            |
| 400 m (07.03)             | Pavel Konovalov Unión Soviética 47,04               | Sándor Ujhélyi · Hungría · 47,14               | Benjamín González · España · 47,41          |
| 800 m (07.03)             | Antonio Páez · España · 1:48,02                     | Klaus-Peter Nabein Alemania Occidental 1:48,31 | Colomán Trabado · España · 1:48,35          |
| 1500 m (07.03)            | José Luis González · España · 3:38,70               | José Manuel Abascal · España · 3:38,91         | Antti Loikkanen · Finlandia · 3:39,62       |
| 3000 m (07.03)            | Patriz Ilg Alemania Occidental 7:53,50              | Alberto Cova · Italia · 7:54,12                | Valeri Abramov Unión Soviética 7:54,46      |
| 60 m vallas (07.03)       | Alexandr Puchkov Unión Soviética 7,73               | Plamen Krastev Bulgaria 7,74                   | Karl-Werner Dönges Alemania Occidental 7,80 |
| Salto de altura (06.03)   | Dietmar Mögenburg Alemania Occidental 2,34 m        | Janusz Trzepizur · Polonia · 2,32 m            | Roland Dalhäuser · Suiza · 2,32 m           |
| Salto con pértiga (07.03) | Viktor Spasov Unión Soviética 5,70                  | Konstantin Volkov Unión Soviética 5,65         | Władysław Kozakiewicz · Polonia · 5,60      |
| Salto de longitud (07.03) | Henry Lauterbach República Democrática Alemana 7,86 | Rolf Bernhard · Suiza · 7,83                   | Giovanni Evangelisti · Italia · 7,83        |
| Salto triple (06.03)      | Béla Bakosi · Hungría · 17,13                       | Gennadi Valiukevich Unión Soviética 16,87      | Nikolái Musiienko Unión Soviética 16,82     |
| Peso (07.03)              | Vladimir Milić Yugoslavia 20,45                     | Remigius Machura Checoslovaquia 20,07          | Jovan Lazarević Yugoslavia 19,65            |
| 5000 m marcha (07.03)     | Maurizio Damilano · Italia · 19:40,28               | Carlo Mattioli · Italia · 20:06,91             | Martin Toporek · Austria · 20:19,47         |

### Femenino
| Evento                    | Oro                                                | Plata                                               | Bronce                                              |
| ------------------------- | -------------------------------------------------- | --------------------------------------------------- | --------------------------------------------------- |
| 60 m (07.03)              | Marlies Göhr República Democrática Alemana 7,11 s  | Sofka Popova Bulgaria 7,19 s                        | Wendy Hoyte Reino Unido 7,27 s                      |
| 200 m (07.03)             | Gesine Walther República Democrática Alemana 22,90 | Yelena Kelchevskaya Unión Soviética 23,35           | Heide-Elke Gaugel Alemania Occidental 23,39         |
| 400 m (07.03)             | Jarmila Kratochvílová Checoslovaquia 49,59         | Dagmar Rübsam República Democrática Alemana 51,18   | Gaby Bussmann Alemania Occidental 51,57             |
| 800 m (07.03)             | Doina Melinte · Rumania · 2:00,39                  | Martina Steuk República Democrática Alemana 2:01,07 | Jolanta Januchta · Polonia · 2:01,24                |
| 1500 m (07.03)            | Gabriella Dorio · Italia · 4:04,01                 | Brigitte Kraus Alemania Occidental 4:04,22          | Beate Liebich República Democrática Alemana 4:06,70 |
| 3000 m (06.03)            | Agnese Possamai · Italia · 8:53,77                 | Maricica Puică · Rumania · 8:54,26                  | Paula Fudge Reino Unido 8:56,96                     |
| 60 m vallas (06.03)       | Kerstin Knabe República Democrática Alemana 7,98   | Bettine Gärtz República Democrática Alemana 8,00    | Yordanka Donkova Bulgaria 8,09                      |
| Salto de altura (07.03)   | Ulrike Meyfarth Alemania Occidental 1,99 m         | Andrea Bienias República Democrática Alemana 1,99 m | Katalin Sterk · Hungría · 1,99 m                    |
| Salto de longitud (06.03) | Sabine Everts Alemania Occidental 6,70             | Karin Antretter Alemania Occidental 6,54            | Valy Ionescu · Rumania · 6,52                       |
| Peso (06.03)              | Verzhiniya Veselinova Bulgaria 20,19               | Helena Fibingerová Checoslovaquia 19,24             | Natalia Lisovskaya Unión Soviética 18,50            |

## Medallero
| Núm. | País           | Oro | Plata | Bronce | Total |
| ---- | -------------- | --- | ----- | ------ | ----- |
| 1    | RFA            | 5   | 3     | 3      | 11    |
| 2    | RDA            | 4   | 4     | 1      | 9     |
| 3    | URSS           | 3   | 3     | 3      | 9     |
| 4    | Italia         | 3   | 2     | 2      | 7     |
| 5    | España         | 2   | 1     | 2      | 5     |
| 6    | Bulgaria       | 1   | 3     | 1      | 5     |
| 7    | Hungría        | 1   | 2     | 1      | 4     |
| 8    | Checoslovaquia | 1   | 2     | 0      | 3     |
| 9    | Polonia        | 1   | 1     | 2      | 4     |
| 10   | Rumania        | 1   | 1     | 1      | 3     |
| 11   | Yugoslavia     | 1   | 0     | 1      | 2     |
| 12   | Suiza          | 0   | 1     | 1      | 2     |
| 13   | Reino Unido    | 0   | 0     | 2      | 2     |
| 14   | Austria        | 0   | 0     | 1      | 1     |
| 14   | Finlandia      | 0   | 0     | 1      | 1     |
| 14   | Francia        | 0   | 0     | 1      | 1     |
|      | TOTAL          | 23  | 23    | 23     | 69    |